# Macedonia (Illinois)
Macedonia – wieś w Stanach Zjednoczonych, w stanie Illinois, w hrabstwie Hamilton.